# 温帯広葉混交樹林

温帯広葉混交樹林の分布

温帯広葉混交樹林(おんたいこうようこんこうじゅりん、英語: Temperate broadleaf and mixed forest)は世界自然保護基金の定義する、温帯地域において落葉樹林と常緑樹林の混交林から成る陸域のエコリージョンおよび生物群系である。 北半球では、オーク、ブナ、カエデ、カバノキなどの広葉樹と、マツ、モミ、トウヒなどの針葉樹が自生している。南半球では、ナンキョクブナ科の樹木やユーカリなどの広葉樹とナンヨウスギ科やマキ科などの針葉樹が自生している。
温帯広葉混交樹林は中国大陸中央部、北アメリカ東部に多く見られ、コーサカス、ヒマラヤ山脈周辺、南ヨーロッパ、オーストララシア、南アメリカ南西部、ロシア極東でも見られる。気候は一般的に年間のほとんどに渡って湿度が高い。北半球では、大陸部の温暖湿潤気候の地域の北部にツンドラ地帯の南側に接する形で存在することが多い。 ケッペンの気候区分では通常、湿潤大陸性気候南方地域や温暖湿潤気候、海洋性気候の地域に存在することが多い。。

## 温帯広葉混交樹林の一覧

### オセアニア
| オーストラリア区の温帯広葉混交樹林 | オーストラリア区の温帯広葉混交樹林 |
| ---------------------------------- | ---------------------------------- |
| チャタム諸島温帯樹林               | ニュージーランド                   |
| 東オーストラリア温帯樹林           | オーストラリア                     |
| フィヨルドランド温帯樹林           | ニュージーランド                   |
| ネルソン海岸温帯樹林               | ニュージーランド                   |
| 北島温帯樹林                       | ニュージーランド                   |
| ノースランド温帯カウリ樹林         | ニュージーランド                   |
| スチュアート島温帯樹林             | ニュージーランド                   |
| リッチモンド温帯樹林               | ニュージーランド                   |
| 南東オーストラリア温帯樹林         | オーストラリア                     |
| サウスランド温帯樹林               | ニュージーランド                   |
| タスマニア中央高地樹林             | オーストラリア                     |
| タスマニア温帯樹林                 | オーストラリア                     |
| タスマニア温帯雨林                 | オーストラリア                     |
| ウェストランド温帯樹林             | ニュージーランド                   |

### ユーラシア
| 東洋区の温帯広葉混交樹林         | 東洋区の温帯広葉混交樹林 |
| -------------------------------- | --- |
| ヒマラヤ東部広葉樹林             | ブータン、 インド、 ネパール |
| 北部三角地帯温帯樹林             | ミャンマー |
| ヒマラヤ西部広葉樹林             | インド、 ネパール、 パキスタン |
| 旧北区の温帯広葉混交樹林         | |
| アペニン落葉性低山樹林           | イタリア |
| 大西洋沿岸混合樹林               | デンマーク、 ドイツ、 フランス、 ベルギー、 オランダ                                                                                      |
| アゾレス温帯混合樹林             | ポルトガル |
| バルカン混合樹林                 | ブルガリア、 ギリシャ、 北マケドニア、 ルーマニア、 セルビア、 トルコ                                                                     |
| バルト海沿岸混合樹林             | スウェーデン、 デンマーク、 ドイツ、 ポーランド                                                                                           |
| カンタブリア混合樹林             | スペイン、 ポルトガル |
| カスピ海沿岸ヒルカニア混合林     | イラン、 アゼルバイジャン |
| コーサカス混合樹林               | ジョージア、 アルメニア、 アゼルバイジャン、 ロシア、 トルコ、 イラン                                                                     |
| ケルト広葉樹林                   | イギリス、 アイルランド |
| 中央アナトリア落葉樹林           | トルコ |
| 中国中央黄土高原混合樹林         | 中国 |
| 中央ヨーロッパ混合樹林           | オーストリア、 ドイツ、 ポーランド、 リトアニア、 モルドバ、 ベラルーシ、 チェコ、 ウクライナ                                             |
| 朝鮮中央落葉樹林                 | 北朝鮮、 韓国 |
| 長白山脈混合樹林                 | 中国、 北朝鮮 |
| 長江平原常緑樹林                 | 中国 |
| クリミア亜地中海性森林複合体     | ロシア、 ウクライナ |
| 大巴山脈常緑樹林                 | 中国 |
| ディナル山脈混合樹林             | アルバニア、 ボスニア・ヘルツェゴビナ、 イタリア、 モンテネグロ、 セルビア、 スロバキア、 クロアチア                                      |
| 東ヨーロッパ樹林・ステップ地帯   | ブルガリア、 ルーマニア、 モルドバ、 ロシア、 ウクライナ                                                                                  |
| 東アナトリア落葉樹林             | トルコ |
| イギリス低地ブナ樹林             | イギリス |
| ユークシン・コルキス落葉樹林     | ブルガリア、 ジョージア、 トルコ |
| 北海道落葉樹林                   | 日本 |
| 黄河平原混合樹林                 | 中国 |
| マディラ常緑樹林                 | ポルトガル |
| 満州混合樹林                     | 中国、 北朝鮮、 ロシア、 韓国 |
| 日本海沿岸常緑樹林               | 日本 |
| 日本海沿岸山地性落葉樹林         | 日本 |
| 北大西洋沿岸湿性混合樹林         | イギリス、 アイルランド |
| 中国東北部平原落葉樹林           | 中国 |
| パンノニア混合樹林               | オーストリア、 ボスニア・ヘルツェゴビナ、 チェコ、 ハンガリー、 ルーマニア、 セルビア、 スロバキア、 スロベニア、 ウクライナ、 クロアチア |
| ポー盆地混合樹林                 | イタリア |
| ピレネー針葉混合樹林             | フランス、 アンドラ、 スペイン |
| 秦嶺山脈落葉樹林                 | 中国 |
| ロドピ山地性混合樹林             | ブルガリア、 北マケドニア、 ギリシャ、 セルビア                                                                                           |
| サルマタイ混合森林               | ロシア、 フィンランド、 ノルウェー、 スウェーデン、 デンマーク、 リトアニア、 ラトビア、 エストニア、 ベラルーシ                          |
| 四川盆地常緑広葉樹林             | 中国 |
| 南サハリン-クリル混合森林        | ロシア |
| 韓国南部常緑樹林                 | 韓国 |
| 太平洋沿岸常緑樹林               | 日本 |
| 太平洋沿岸山地性落葉樹林         | 日本 |
| タリム盆地落葉樹林・ステップ地帯 | 中国 |
| ウスリー広葉混合樹林             | ロシア |
| 西シベリア広葉混合樹林           | ロシア |
| 西ヨーロッパ混合樹林             | スイス、 オーストリア、 ドイツ、 フランス、 チェコ                                                                                        |
| ザグロス山脈樹林・ステップ地帯   | イラン、 イラク、 トルコ |

### 南北アメリカ
| 新北区の温帯広葉混交樹林                         | 新北区の温帯広葉混交樹林 |
| ------------------------------------------------ | ------------------------ |
| アレゲニー高地樹林                               | アメリカ合衆国           |
| アパラチア混合中生樹林                           | アメリカ合衆国           |
| アパラチア・ブルーリッジ樹林                     | アメリカ合衆国           |
| アメリカ中央部広葉樹林                           | アメリカ合衆国           |
| テキサス東中部樹林                               | アメリカ合衆国           |
| アメリカ東部樹林・北方林移行帯                   | カナダ, アメリカ合衆国   |
| 五大湖東部低地樹林                               | カナダ, アメリカ合衆国   |
| セントローレンス湾岸低地樹林                     | カナダ                   |
| 大西洋中部沿岸樹林                               | アメリカ合衆国           |
| ミシシッピ低地森林                               | アメリカ合衆国           |
| ニューイングランド・アカディア樹林               | カナダ, アメリカ合衆国   |
| アメリカ北東部沿岸樹林                           | アメリカ合衆国           |
| オザーク高原樹林                                 | アメリカ合衆国           |
| アメリカ南東部混合樹林                           | アメリカ合衆国           |
| 五大湖南部樹林                                   | カナダ, アメリカ合衆国   |
| アメリカ北中西部樹林・サバナ移行帯               | アメリカ合衆国           |
| 五大湖西部樹林                                   | カナダ, アメリカ合衆国   |
| ウィラメットバレー樹林                           | アメリカ合衆国           |
| 新熱帯区の温帯広葉混交樹林                       |                          |
| ファン・フェルナンデス諸島温帯樹林               | チリ                     |
| マゼラン亜極樹林                                 | アルゼンチン、 チリ      |
| サン・フェリクス島・サン・アンブロシオ島温帯樹林 | チリ                     |
| バルディビア温帯雨林                             | アルゼンチン、 チリ      |